# The Players vs. Ángeles caídos
The Players vs. Ángeles caídos es una película argentina en blanco y negro dirigida por Alberto Fischerman, según su propio guion, con la codirección de Néstor Paternostro, Raúl de la Torre, Ricardo Becher y Juan José Stagnaro, que se estrenó el 11 de junio de 1969 y que tuvo como protagonistas a Luis Barrón, Leonor Galindo, Gioia Fiorentino y Néstor Davio. Bebe Kamín participó en el montaje de sonido y el director de cine Juan Carlos Desanzo fue el director de fotografía.

## Sinopsis
Narrada como metacine, una serie de sketches tiene en su centro la rivalidad entre The Players (los "buenos de la historia") y Los Ángeles Caídos o expulsados (los malos/villanos). Esta historia de buenos (The Players) contra malos (Los Ángeles caídos) se desarrolla íntegramente en un estudio de filmación.

## Reparto
- Luis Barrón
- Leonor Galindo
- Gioia Fiorentino
- Néstor Davio
- Clao Villanueva
- Jorge Cedrón
- Edgardo Lusi
- Roberto Mosca
- Cristina Plate
- Marta Campana
- Edgardo Suárez
- Fernando Arce …Extra
- Carlos La Rosa

## Comentarios
Panorama dijo:

”La idea es original pero la improvisación no es todo en la vida…Fischerman paga con el desconcierto las consecuencias de su experimento.”

Juan Carlos Frugoni opinó:

”El gran valor de la película de Fischerman radica en la exclusiva libertad con que libera los duendes, los deja jugar, los expone sin trabas y hace de esos deliciosos fantasmitas seres sólo comparables a los “Cronopios y Famas” de Cortázar”.

Manrupe y Portela escriben:

”Opera prima de Fischerman. Ejercicio de improvisación actoral y cinematográfica, con algunos momentos interesantes (un desayuno filmado como un comercial de T.V., un baile de espíritus). Cine experimental que sirve de referencia a su época también”